# Ricardo Rodríguez

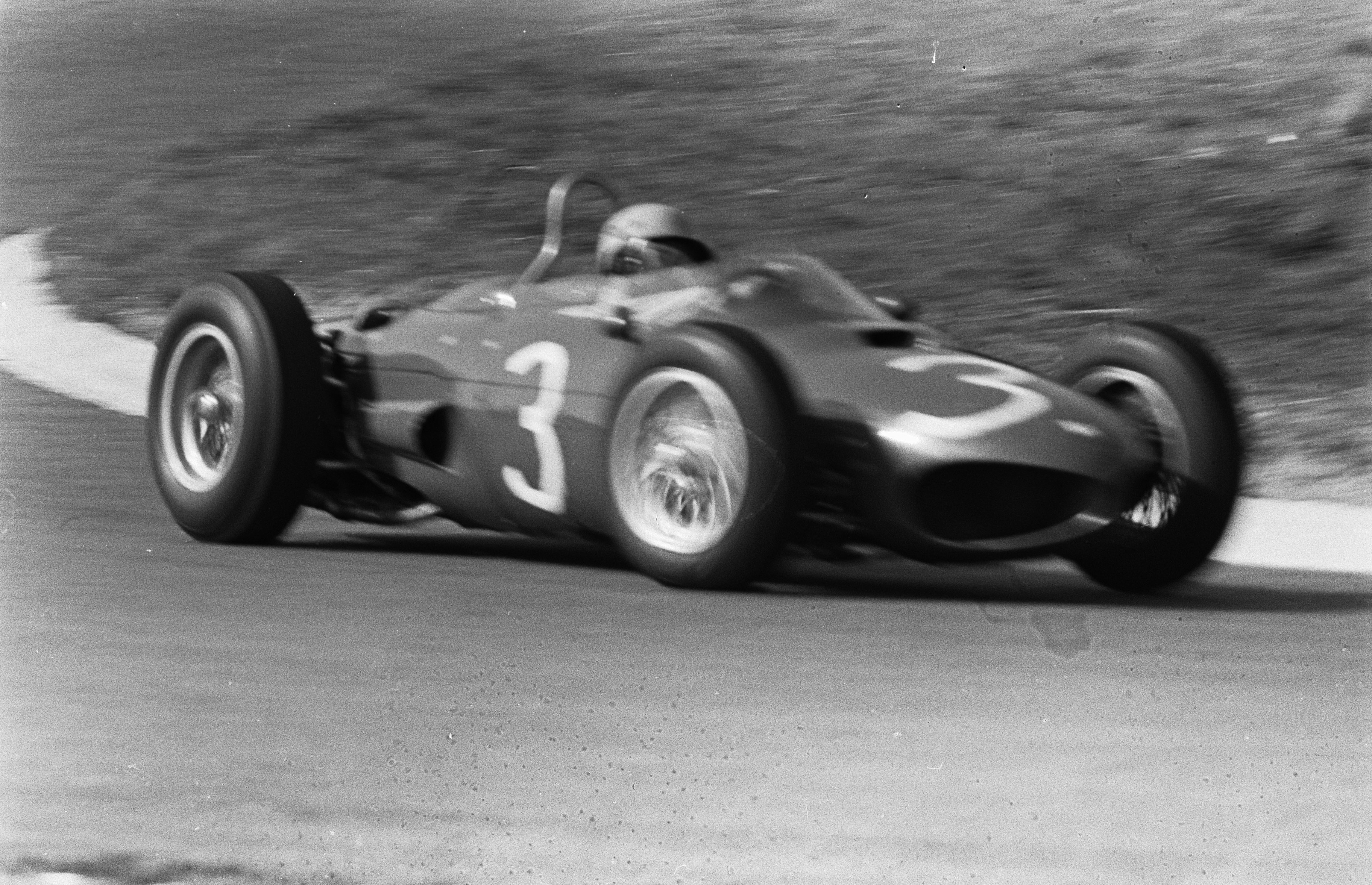
Rodríguez under Nederländernas Grand Prix 1962.

Ricardo Rodríguez de la Vega, född 14 februari 1942 i Mexico City, 
död 1 november 1962 i Mexico City, var en mexikansk racerförare. Han var bror till racerföraren Pedro Rodríguez och de båda var de första bröderna som tävlade i formel 1 samtidigt. 

## Racingkarriär
Ricardo Rodriguez, som tävlade för Ferrari i början av 1960-talet, var en oerhört talangfull förare och tippades av många som en blivande världsmästare. Han kvalade in som tvåa i sitt debutlopp i Italien 1961 som 19-åring, vilket gör honom till den yngste formel 1-föraren som stått i det första startledet någonsin. Rodriguez omkom redan som 20-åring på hemmabanan i Mexico City, en bana som senare döptes efter de båda bröderna till Autódromo Hermanos Rodríguez.

## F1-karriär
| Säsong | Stall/Tillverkare | Poäng | Placering |
| ------ | ----------------- | ----- | --------- |
| 1961   | Ferrari           | 0     | –         |
| 1962   | Ferrari           | 4     | 13        |